# Рой Кін
Рой Моріс Кін (англ. Roy Maurice Keane, 10 серпня 1971, Корк) — колишній ірландський футболіст і тренер.

## Біографія
У своїй 18-річній кар'єрі як гравець він виступав за напівпрофесійний ірландський «Ков Рамблерс», «Ноттінгем Форест» і «Манчестер Юнайтед» в Англії, і в кінці своєї кар'єри короткий період грав за шотландський «Селтік».
Домінуючий центральний півзахисник, Кін був відомий своїм агресивним і висококонкурентним стилем гри, що допомогло йому досягти успіху як капітану «Манчестер Юнайтед» з 1997 року до свого від'їзду в 2005 році. Кін допоміг «Юнайтед» досягти тривалий період успіху за більш ніж 12 років у клубі.

## Титули і досягнення
Є одним з найтитулованіших ірландців.
- Чемпіон Англії (7):

«Манчестер Юнайтед»: 1993-94, 1995-96, 1996-97, 1998-99, 1999–2000, 2000-01, 2002-03
- Володар Кубка Англії (4):

«Манчестер Юнайтед»: 1993-94, 1995-96, 1998-99, 2003-04
- Володар Суперкубка Англії (5):

«Манчестер Юнайтед»: 1993, 1994, 1996, 1997, 2003
- Переможець Ліги чемпіонів УЄФА (1):

«Манчестер Юнайтед»: 1998-99
- Володар Міжконтинентального кубка (1):

«Манчестер Юнайтед»: 1999
- Чемпіон Шотландії (1):

«Селтік»: 2005-06
- Володар Кубка шотландської ліги (1):

«Селтік»: 2005-06